# Pelochyta fergusoni
Pelochyta fergusoni là một loài bướm đêm thuộc phân họ Arctiinae, họ Erebidae.